# Тель-Шикмона
Тель-Шикмона (Тель-эс-Семек, Шикмона/Порфирион, ивр. תל שקמונה‎) — древний телль (холм) и национальный парк, расположенный недалеко от моря на территории современного города Хайфа в Израиле, в районе Хайфы Хоф Шикмона, к югу от района Бат-Галим.
Некоторые из находок на раскопках представлены общественности в Национальном морском музее Хайфы. Рядом с Тель-Шикмона в настоящее время находится Израильский институт океанографических и лимнологических исследований.
Поселение на этой территории существовало с XVI—XV вв. до н. э. по VI—VII век н. э. Было обнаружено отдельное погребение эпохи средней бронзы (1550—1750 годы до н. э.).

## В Библии
Шикмона не упоминается в Библии, и впервые упоминается в Иудейских древностях под греческим именем «Сикаминос» в связи с войной в этом месте царя Египта Птолемея против иудейского царя из династии Хасмонеев Александра Яная, осаждавшего в это время Акру. Шакмона упоминается в Вавилонском Талмуде и христианскими путешественниками, что говорит о большой еврейской общине, соседствующей с христианским населением. Христианский Анонимный паломник из Пьяченцы (570—560) упоминает Шикмону «как еврейский город».

## История

### Древний мир (до V века н. э.)

#### Поздний бронзовый век
Шикмона была, вероятно, основана египтянами в XVI веке до н. э., как арьергард военной базы в Бейт-Шеане. На этом месте были найдены археологические находки бронзового века, свидетельствующие о влиянии Египта.

#### Железный век
В железном веке поселение продолжало существование, но в конце XIII века до н. э. было разрушено и возобновилось только в период Израильского царства.
Жителями были, вероятно, финикийцы, но примерно через сто лет финикийское поселение было уничтожено, по-видимому, вслед за завоеваниями царя Давида в районе Акры и Дора. Во время правления Соломона поселение было обнесено стеной. Область долины Звулон была передана Хираму, царю Тира (3Цар. 9:11—13), граница между Израильским царством и Тиром была установлена по реке Кишон и Шикмона стала самым крайним городом округа Дор, известного как один из 12 округов Соломона. Это поселение также просуществовало недолго и было уничтожено пожаром в X веке до н. э. во время военной кампании Шешонка I, фараона Египта.
Поселение было восстановлено в третий раз в IX веке до н.э., что подтверждают археологические находки. В восстановленном поселении была развита масляная промышленность, индустрия алых красителей, благодаря распространённой в прошлом популяции алых оливок. Наиболее распространённой находкой периода Израильского царства оказались культовые глиняные фигурки (всадники, богиня Астарта, женщины с барабаном). Языческие элементы  в израильском богослужении появились в районе горы Кармель во времена царя Амврия с усилением влияния царства Тира.
Шикмона опять была разрушена в 738 году до н .э., и вновь отстроена ассирийцами, основным занятием которых была морская торговля, о чём свидетельствует конструкция кувшинов со специальными ручками. В ассирийский период Шикмона служила северным пограничным городом, разделявшим долины Дора и царство Тир. Но и это поселение просуществовало недолго, было разрушено в VII в. до н. э. и, по-видимому, не было заселено на протяжении всего вавилонского периода.
После завоевания персами Земли Израиля, в персидский период (VI век до н. э.—IV век до н.э.), Шикмона находилась под управлением финикийского города Тир и превратилась из небольшого поселения в большой, хорошо спланированный город. Финикийцы, основавшие здесь свою колонию, занимались производством и обработкой алой краски (остатки сооружений можно увидеть и по сей день к югу от кургана), морской торговлей и рыболовством. Шикмона расширилась, число её жителей увеличилось, был построен жилой район с мощёными улицами и системой дождевой канализации. Внутри жилых домов были обнаружены разнообразные гончарные изделия, украшения и оружие. В этот период на остатках предыдущего поселения была построена цитадель, просуществовавшая до конца персидского периода, среди остатков которой был обнаружен погреб с винными кувшинами и тайник с серебряными и бронзовыми монетами.
Поселение в Шикмоне продолжало существовать непрерывно, несмотря на сильное землетрясение в V веке до н. э..
В эллинистическую эпоху (IV век до н. э.-I век до н. э.) на этом месте было построено ещё одно укрепление, на месте которого были раскопаны большие складские помещения с амфорами с греческими печатями и другими предметами.
В римский период (I век до н. э. —IV век нашей эры) на этом месте была построена крепость, некоторые остатки которой все ещё видны. Крепость Шикмоны была частью римской системы укреплений во время Первой Иудейской войны, Восстания Бар-Кохбы и других, и была заброшена к концу римского периода. На её остатках были построены жилые дома. После Еврейского восстания против Констанция Галла в 351 году город был разрушен. О Шикмоне римского периода упоминает Иосиф Флавий в своей книге Иудейские древности, называя её Sycamine и описывая, как место, где корабли могут  зайти в удобную гавань, и где фараон Птолемей IX,  во время вторжения в Эрец-Исраэль, вывел свою армию на берег. Мишна, составленная в основном в 189 году, упоминает область Шикмона как известную с разнообразием зизифуса. Паломник из Бордо (Бордоский итинерарий) в 333 году н. э. посетил Шикмону римского периода во время путешествия по Святой Земле.
К востоку от Теля, на склоне горы, был найден могильник с 22 погребальными сооружениями языческого и христианского населения. За исключением одной гробницы, которая предшествует другим, все они относятся к римско-византийскому периоду (III-VI вв. н. э.). Более раннее захоронение датируется 1750—1550 гг. до н. э..
Город продолжил существование в византийскую эпоху (IV век нашей эры-VI век нашей эры) В начале византийского периода, в середине IV века, в Тель-а-Самхе (Порфиреоне) было основано христианское поселение.

### Средние века (V-XVI век)
В VI веке христианское поселение Шикмона было укреплено. В этот период площадь поселения достигает своего пика около 80 дунамов . За пределами жилых домов были построены: дренажная и канализационная системы, мастерские и церковь.
Археологические находки византийского периода выявили жилые кварталы с мозаичными полами, роскошную виллу на вершине холма, промышленные объекты, здание монастыря и церковь с множеством мозаичных полов и плит, а также бронзовых крестов. Всего в Шикмоне было найдено более 50 мозаичных полов, украшенных изображениями растений (деревья, клевер и такие фрукты, как сливы, яблоки и виноград). Единственное место, где в мозаиках были найдены мотивы из животного мира, были в руинах монастыря, на полу которого были изображены голуби. Однообразие украшений, возможно, указывает на то, что в этом месте действовала мастерская по производству мозаики, аналогичная действовавшим в то время по всей стране мастерским, например в Газе, Иерусалиме, Ципори и Бейт-Шеане.
Шикмона была разрушена  по неизвестной причине в конце VI  или в начале VII века, ещё до мусульманского завоевания. Были найдены следы пожара.
На вершине Теля были найдены остатки византийской виллы, разрушенной во время арабского завоевания в 638 г. н. э. Над ним были фундаменты здания ранней мусульманской эпохи.

## Археология

### История раскопок

#### 1960-19-е
Основные археологические раскопки, проведённые на холме и в византийском городе к югу от него, были проведены археологом Й. Эльгавишем в 1960-е — 1970-е годы годы по поручению Департамента музеев муниципалитета Хайфы. Результаты раскопок были описаны в Новой энциклопедии археологических находок на Земле Израиля.
Были обнаружены, в основном, слои поселений железного века (XI—VIII вв. до н. э.) и персидского периода (VI—IV вв. до н. э.).
Также были найдены такие археологические находки бронзового века, как:
- здание-склад глиняной посуды и кувшинов
- множество предметов не местного производства, в том числе статуэтки богов; музыкальный ударный инструмент (слоновая кость, сделан в Египте)
- гончарные сосуды из Кипра, Греции и Месопотамии
- глиняная печать с именем фараона Сети I. Исследователи считают, что эти и многие другие находки свидетельствуют об египетском влиянии[3]. Местные жители (хаанаане) занимались морской торговлей, однако построить порт не позволяла скалистая береговая линия. Помимо морской торговли, которая была основным средством к существованию горожан, жители Шекмоны занимались земледелием. Об этом свидетельствуют останки, обнаруженные на равнине вокруг кургана.

Доктор Йосеф Эльгабиш предположил, на основании находок большого количества культовых сосудов в этом месте, что Шикмона позднего бронзового века была культовым местом из-за близости к горе Кармель, названной в египетских документах времен Тутмоса III «Святой Головой».
В слое железного века были найдены: текстильные мастерские, склады и жилые дома, множество местных и импортных кувшинов и глиняной посуды. Особой находкой того периода является кувшин с надписью на иврите (ивр. למלכאל‎ («ЛаМалькаль»), возможно принадлежавший одному из должностных лиц, ответственных за склады.
Были раскопаны восемь слоев израильского периода (XII век до н. э.—VI век до н. э.) и были обнаружены:
- остатки городской стены,
- части маслобойных прессов,
- складские помещения и жилища,
- керамика местного производства,
- импортные изделия и статуэтки.

В персидский период (VI—IV вв. до н. э.) Шикмона находилась под управлением финикийского города Тир и превратилась из небольшого поселения в большой, хорошо спланированный город. В жилом квартале были найдены глиняные и каменные сосуды, оружие, украшения и другие предметы.
Дальнейшие раскопки были проведены в 1990-х годах Управлением древностей Израиля, и они были сосредоточены в восточной части византийского города, к западу от склонов горы Кармель, где находится некрополь древнего города.

#### 2010-е
В 2010 году группа из Института археологии им. Зинмана при Хайфском университете во главе с доктором Майклом Эйзенбергом и доктором Шаем Баром, руководившими раскопками на самом телле, провели новую серию раскопок. Целью был повторный разбор раскопанных археологических комплексов. Работа также была направлена на создание точной хронологии.

## Заповедник и национальный парк
В 2008 году Шикмона была объявлена природным заповедником (площадь 1677 дунамов). Небольшая территория (73 дунама) также была объявлена национальным парком.